# 14 أيرينه
أيرينه (أو 14 أيرينه وفق تسمية الكوكب الصغير) (بالإنجليزية: 14 Irene)‏ هو كويكب ضمن حزام الكويكبات؛ وهو الكويكب الرابع عشر من حيث ترتيب الاكتشاف.
اكتشف جون راسل هند الكويكب في التاسع عشر من مايو سنة 1851، وأسماه أيرينه، والتي تمثل السلام وفق الأساطير الإغريقية؛ وذلك بناءً على اقتراح من جون هيرشل.